# Amt Woldegk
Het Amt Woldegk is een samenwerkingsverband van 8 gemeenten en ligt in het district Mecklenburgische Seenplatte in de Duitse deelstaat Mecklenburg-Voor-Pommeren. Het Amt telt 6.461 inwoners. Het bestuurscentrum bevindt zich in de stad Woldegk.

## Geschiedenis
Het Amt Woldegk is op 1 januari 2004 ontstaan door de samenvoeging van de toenmalige Ämter Groß Miltzow en Woldegk.

## Gemeenten
Het Amt bestaat uit de volgende gemeenten:
- Groß Miltzow met Badresch, Golm, Holzendorf, Klein Daberkow, Kreckow, Lindow en Ulrichshof
- Kublank met Friedrichshof en Sandberg
- Neetzka
- Petersdorf
- Schönbeck met Charlottenhof, Neu Schönbeck, Poggendorf en Rattey
- Schönhausen met Matzdorf
- Voigtsdorf
- De stad Woldegk met Bredenfelde, Canzow, Carolinenhof, Friedrichshöh, Georginenau, Göhren, Grauenhagen, Helpt, Hildebrandshagen, Hinrichshagen, Johanneshöhe, Oertzenhof, Oltschlott, Pasenow, Rehberg en Vorheide. In 2015 uitgebreid met: Mildenitz, Carlslust, Groß Daberkow en Hornshagen.

## Bestuurlijke herindelingen
Sinds de oprichting van het Amt in 2004 hebben er diverse bestuurlijke herindelingen plaatsgevonden. Tot op heden betreft het de volgende wijzigingen:
- Annexatie van de gemeente Groß Daberkow door Mildenitz op 1 juli 2006.
- Annexatie van de gemeente Mildenitz door de stad Woldegk